# 妙高街道
妙高街道是中华人民共和国浙江省丽水市遂昌县下辖的一个街道办事处。
2011年，浙江省人民政府批复同意撤销妙高镇、云峰镇建制，其行政区域改由遂昌县政府直辖。
2011年12月，丽水市人民政府批复同意在遂昌县政府直辖区域设立妙高、云峰2个街道办事处，原妙高镇洋浩村划归云峰街道办事处管辖。

## 行政区划
妙高街道下辖以下村级行政区划单位：
城东社区、城南社区、城西社区、城北社区、城中社区、前山社区、叶坦社区、东红村、东峰村、新东村、后江村、古院村、庄山村、苍畈村、余家村、西街村、南街村、东街村、北街村、龙潭村、北门村、井东村、含晖村、金溪村、上江村、黄庄村、金岸村、大桥村、源坪村、上南门村、螺蛳垵村、源口村、仙岩村和七山头村。